# Антонов Ілля Семенович
Ілля Семенович Антонов (15 грудня 1913 — 2 березня 1981) — радянський офіцер, учасник Радянсько-німецької війни, командир 1-го стрілецького батальйону 212-го гвардійського стрілецького полку 75-ї Бахмацької двічі Червонозоряної ордена Суворова гвардійської стрілецької дивізії 30-го стрілецького корпусу 60-ї Армії Центрального фронту, Герой Радянського Союзу (17.10.1943), гвардії капітан, пізніше гвардії підполковник.

## Біографія
Народився 2 (15) грудня 1913 року у селі Літіж Комарічського району Брянської області. Закінчив п'ять класів Літіжської неповної середньої школи. З п'ятнадцяти років працював по найму в селі, з 1930 року працював на шахті ім. Дзержинського у м. Дзержинськ Донецької області спочатку коногоном, потім забійником, машиністом врубової машини, десятником.
В 1935 році призваний до Червоної Армії на строкову службу в 2-й Червонопрапорний мотострілецький полк військ НКВС у м. Хабаровск. Закінчив школу молодшого комсоставу, служив на посадах помічника командира взводу, старшини роти. Закінчив курси молодших лейтенантів і був призначений командиром взводу.
На початку 1942 року частину бійців 2-го Червонопрапорного мотострілецького полку військ НКВС передають в діючу армію в состав 4-го Червонопрапорного мотострілецького полку 13-ї мотострілецької дивізії внутрішніх військ НКВС. Лейтенант Антонов був призначений заступником командира 7-ї роти. В бою на західному березі річки Велика Бабка (приток Сіверського Донця) був поранений.
Через значні втрати 13-та мотострілецька дивізія внутрішніх військ НКВС була виведена на переформування і 15 червня 1942 року ввійшла до складу Червоної Армії як 95-та стрілецька дивізія. З серпня 1942 року дивізія брала участь в обороні Сталінграду.
І. С. Антонов командував 7-ю ротою при обороні Мамаєвого кургану. В грудні 1942 року Антонову присвоєно звання старшого лейтенанта і він був призначений командиром 1-го батальйону 90-го стрілецького полку. Воював у м. Сталінград в районі заводів «Червоний Жовтень», «Барикади», Тракторний до розгрому німецьких військ 2 лютого 1943 року. За оборону м. Сталінград 95-й стрілецькій дивізії було присвоєно звання гвардійської, 1 березня 1943 року вона стала 75-ю гвардійською стрілецькою дивізією. 90-й стрілецький полк став 212-м гвардійським стрілецьким полком. І. С. Антонов був нагороджений орденом Червоного Прапора.
У складі 212-го гвардійського стрілецького полку І. С. Антонов бере участь в Орлово-Курській битві. За бойові дії на Курській дузі, зразкове виконання бойових завдань і проявлені мужність та героїзм гв. капітан Антонов І. С. нагороджений орденом Вітчизняної війни 1-го ступеня.
Восени 1943 року 75-та гвардійська стрілецька дивізія у складі 30-го стрілецького корпусу 60-ї армії форсує річку Десна і виходить на східний берег Дніпра. Під командуванням капітана Антонова 1-й батальйон 212-го стрілецького полку 23 вересня сходу форсує річку Дніпро в районі сіл Глібівка та Ясногородка (Вишгородський район Київської області), в 35 км північніше міста Київ. Протягом 23-25 вересня веде важкі бої і утримує плацдарм до підходу основних сил дивізії.
Указом Президії Верховної Ради СРСР від 17 жовтня 1943 року за мужність і героїзм проявлені при форсуванні Дніпра і утриманні плацдарму гвардії капітану Антонову Іллі Семеновичу присвоєне звання Героя Радянського Союзу з врученням ордена Леніна і медалі «Золота Зірка».
Разом зі своїм батальйоном капітан Антонов бере участь у звільненні України, потім Білорусі, у звільненні міста Риги (Латвія) і прориві оборони противника на річці Вісла, розгромі варшавської групировки німецьких військ, форсуванні річки Одер і захопленні плацдарму на її західному березі. В січні 1944 року комбат І. С. Антонов був тяжко поранений і контужений. Шість місяців знаходився на лікуванні, а потім був призначений начальником резерву офіцерського складу 65-ї Армії
.
Після війни продовжував службу в Радянській Армії. В 1947 році закінчив Ленінградську вищу офіцерську бронетанкову школу, кілька років командував окремим мотострілецьким батальйоном у складі Північної групи радянських військ за кордоном і у Білоруському військовому окрузі.
З 1954 року майор Антонов І. С. служив військовим комендантом Печенізського гарнізону Північного військового округу в Мурманській області, РФ.
З 1962 року підполковник Антонов І. С. в запасі. Жив у м. Гродно, Білорусь. Помер 2 березня 1981 року.

## Нагороди
- Медаль «Золота Зірка» № 1545 Героя Радянського Союзу (17 жовтня 1943)
- Орден Леніна
- два ордени Червоного Прапора
- Орден Вітчизняної війни 1 ступеня
- Орден Вітчизняної війни 2 ступеня
- орден Червоної Зірки
- Медалі